# De Gottignies
De familie de Gottignies is een adellijke familie, die deel uitmaakt van de zeven geslachten van Brussel, en waarvan meerdere leden hoge functies uitoefenden of uitblonken in de wetenschappen, in de voormalige Zuidelijke Nederlanden.
Tot deze familie behoorden onder andere:
- Antoines de Gottignies, schepen van Brussel in 1598-1599, 1602, 1603-1604, 1606;
- Augustijn de Gottignies, ridder, heer van den Haag en Woudenbroek, toegelaten in ... tot het geslacht Coudenberg;
- Antoon de Gottignies, heer van Sint-Gertrudis Machelen, Neerijse en Meise, toegelaten in 1596 tot het geslacht Coudenberg;
- Lancelot de Gottignies, de zesde bisschop van Roermond van 1672 tot 1673;
- Gilles-François de Gottignies, jezuïet, wiskundige en wetenschapper;
- Filip Ignatius Frans de Gottignies, heer van Woudenbroek en Steenkerke, toegelaten in 1701 tot het geslacht Coudenberg;
- Lanceloot Frans de Gottignies, baron van Gooik.